# Ravelo (gemeente)
Ravelo is een gemeente (municipio) in de Boliviaanse provincie Chayanta in het departement Potosí. De gemeente telt naar schatting 21.080 inwoners (2018). De hoofdplaats is Ravelo.